# Vladimir von Manstein
Pour les articles homonymes, voir Manstein.
Vladimir Vladimirovitch von Manstein (en russe : Владимир Владимирович фон Манштейн), né le 3 janvier 1894 dans le Gouvernement de Poltava, décédé le 19 septembre 1928 à Sofia en Bulgarie, est un général major des Forces Armées du Sud de la Russie, vétéran de la Première Guerre mondiale et de la guerre civile russe.

## Biographie

### Formation militaire
Vladimir Manstein est né dans une famille russe d'origine allemande, son père Vladimir Karlovitch von Manstein était officier d'infanterie. Vladimir Vladimirovitch poursuit ses études au corps des cadets de Kiev et à l'école militaire Paul de Saint-Pétersbourg, dont il sort au rang de sous-lieutenant.

### Première Guerre mondiale
Manstein participe à la Première Guerre mondiale à partir de janvier 1915 dans le 7e régiment d'infanterie de Reval, engagé sur le front du nord-ouest. Régulièrement blessé et décoré pour sa bravoure, Manstein se retrouve à l'automne 1916 avec son régiment sur le front roumain.
En mars 1917 il est décoré de l'ordre de Saint-Vladimir pour avoir lors d'une reconnaissance de nuit fait prisonnier 17 Allemands.
Il sert ensuite dans le bataillon d'assaut de la 2e division d'infanterie et est décoré en mai 1917 de l'ordre de l'étoile de Roumanie. Il participe à l'offensive Broussilov mais est blessé en juillet lors de l'assaut de positions austro-hongroises.

### Guerre civile russe
En automne 1917 le capitaine en second Manstein s'engage dans le détachement du colonel Drozdovski et est affecté au 2e régiment d'officiers-fusiliers comme simple soldat. Le 4 avril 1918 Drozdovski lui confie le commandement de la 4e compagnie du régiment. Il participe à la marche de Iași au Don ainsi qu'à la seconde campagne du Kouban avec ce régiment. À l'automne 1918 Manstein est grièvement blessé à l'épaule, la gangrène se déclare et les médecins lui amputent le bras et l'épaule mais parviennent à le sauver. Difforme mais en vie il retourne servir au front.
Après cette blessure Manstein devient plus dur et est surnommé dès 1919 le « diable manchot » et le « chasseur de commissaires ». Après la prise de Kharkov par l'armée des volontaires il prend le commandement du 3e régiment de fusiliers de Drozdovski avec lequel il prend part à la marche sur Moscou. Par la suite il participe à l'évacuation de Novorossiisk vers la Crimée en 1920.
Pour son engagement lors des combats dans le nord de la Tauride il est promu général major et reçoit l'ordre de Saint-Nicolas-le-Thaumaturge. En octobre 1920 le général Manstein commande temporairement la division d'infanterie du général Markov avant d'être évacué vers Gallipoli.

## Exil
À Gallipoli Manstein est nommé adjoint au commandant du régiment de Drozdovski (A. Tourkoul). En 1921 le régiment est transféré par voie maritime en Bulgarie, Manstein arrive à Sofia.
En 1928, dans un parc de Sofia, Manstein se suicide après avoir tué sa femme d'une balle de revolver.